# Kvarkmodell
A részecskefizikában a kvarkmodell írja le a hadronok belső szerkezetét, milyen kvarkok építik fel őket, amelyektől a kvantumszámaikat nyerik.

## Előzményei

### Izospin
A proton-ra az elektromos töltése kivételével nagyon hasonló neutron 1932-es felfedezése (James Chadwick) felfedezése után Werner Heisenberg még abban az évben javasolta az izospin-szimmetriát. Eszerint a proton és a neutron ugyanannak a részecskének, a nukleonnak az izospintérben megnyilvánuló két állapota.
A mezonok közé tartozó töltött pionokat 1947-ben, a semleges piont 1950-ben fedezték fel kozmikus sugárzási kísérletekben, s ezek hasonló tulajdonságait úgy lehetett értelmezni, hogy ők egy SU(2)-izospintriplettet alkotnak. Az ezekben az években felfedezett kaonokat pedig két izodublettbe lehetett besorolni.

### Ritkaság
Anderson 1950-ben felfedezte a barionok közé tartozó a Λ-bariont, amely izoszingulettnek tűnt. A kaonok és a Λ is furcsán viselkedtek, mindig párban keletkeztek hozzájuk hasonló furcsa részecskékkel és keltési gyakoriságukhoz képest szokatlanul hosszú ideig éltek. Ezért Abraham Pais 1952-ben egy megmaradó mennyiséget, a ritkaságot javasolt. A pionokra és nukleonokra igaz volt egy egyszerű töltésösszefüggés a Q elektromos töltésszám, a B barionszám és az izospin I3 harmadik komponense között, viszont nem teljesült az új ritka részekre. 1953-ban Murray Gell-Mann és Nisidzsima Kazuhiko kiegészítette ezt a számszerűsített S ritkasággal és ez az új Gell-Mann–Nisidzsima-összefüggés már a ritka részekre is igaz volt:
{\displaystyle Q=I_{3}+{\frac {B+S}{2}}=I_{3}+{\frac {Y}{2}}}
ahol Y az így definiált hipertöltés.

### Fermi–Jang-modell
1949-ben Enrico Fermi és Jang Csen-ning rámutatott, hogy a pionokat tekinthetjük nukleonok és antinukleonok kötött állapotainak. Tulajdonságaik így értelmezhetőek, kvantumszámaik kiszámolhatók. A pionok tömege jóval kisebb mint egy nukleon–antinukleon páré, ami az erős kötés miatti relativisztikus sajátenergiacsökennés miatt van. Az izomultiplettek matematikai szerkezete így a mezonok esetén is fizikai jelentéssel párosult.

### Szakata-modell
1955-ben Szakata Sóicsi kiegészítette a Fermi–Jang-modellt a Λ-barionnal. Feltételezte, hogy csupán három igazi elemi részecske létezik a hadronok között, a proton, a neutron és a Λ-barion. Az izospin SU(2)-modelljét a p,n,Λ definiáló állapotok SU(3)-modelljére bővítette, amelynek SU(3)-elméletét Onuki dolgozta ki.
A Szakata-modell szerint a mezonokat barion–antibarion, a hiperonokat pedig barion–barion–antibarion állapotoknak tekintették. A Σ- és Ξ-hiperonok különböző multiplettekhez tartoztak, ezért jóval több, hozzájuk hasonlóan ½ spinű és pozitív paritású, de hasonló tömegű hiperont kellett volna találni.

### Gell-Mann–Neemán-modell
A hiányzó hiperonok mellett az sem látszott indokoltnak, hogy a Λ-hiperont megkülönböztessék a többi hiperontól. Ezért 1961-ben Gell-Mann és Júvál Neemán javasolták, hogy tartsák meg az SU(3)-szimmetrát, de vessék el az összetett szerkezetet. Így a nukleonok, valamint a Λ-, Σ- és Ξ-hiperonok egyetlen SU(3)-oktettbe kerültek. A mezonok maradtak ugyanabban az oktettben, mint a Szakata-modell esetén. Miután ez az SU(3)-szimmetria nyilvánvalóan sérül, hiszen például a multipletteken belül a tömegek nem azonosak, hanem nem túl nagy mértékben eltérnek egymástól, feltételezték, hogy ezt a sérülést egy „középerős kölcsönhatás” okozza, amelynek az íz-SU(3) nem szimmetriája. Ezen kölcsönhatás tulajdonságaira egymástól függetlenül Gell-Mann és Ókubo Szuszumu tettek néhány kézenfekvő feltevést és eredményül a Gell-Mann–Ókubo-tömegösszefüggést kapták, amely jól alkalmazható formula volt a multiplettekből még hiányzó részecskék tömegének megbecslésére. Az Ω−-barion tömegét a formula 1680 MeV-nek jósolta, és amikor ezt megtalálták 1965-ben, akkor tömege 1675 MeV-nek bizonyult, illetve az azóta eltelt időben elvégzett sok mérés eredményeképpen ma 1672 MeV.

## Gell-Mann–Zweig-modell

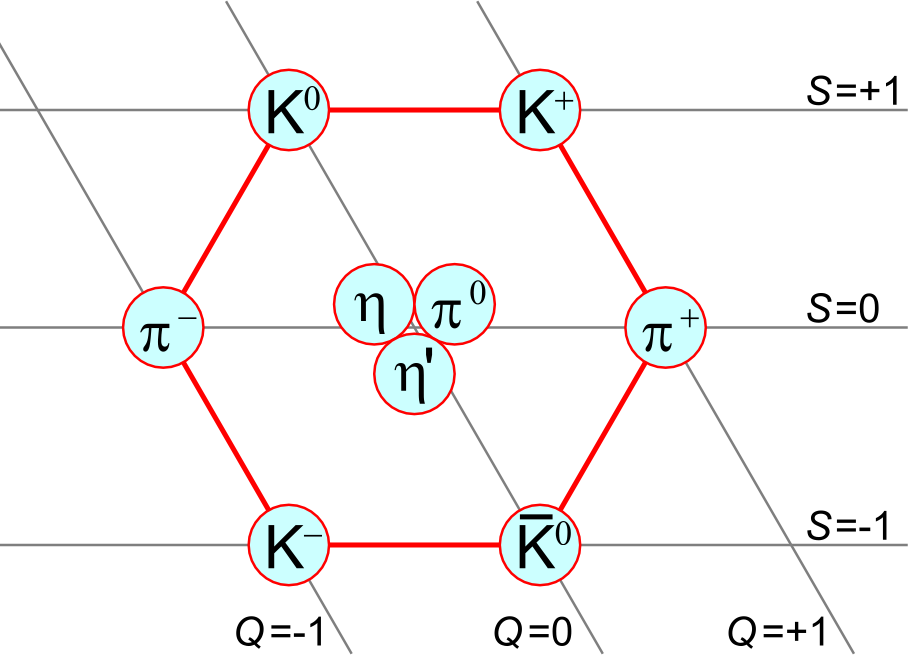
SU(3):1⊕8 mezonmultiplett

SU(3): bariondekuplett

A Gell-Mann–Neemán modell sikeres volt abban a tekintetben, hogy sikerült a mezonokat szingulettbe és oktettbe, a barionokat pedig oktettbe és dekuplettbe csoportosítani úgy, hogy alig maradt üres hely, de ezeket nem sokkal később kitöltötték. A Szakata-modell pedig jó magyarázatot látszott adni arra, miért SU(3) a szimmetria – mert három alapvető részecske van, amelyből a többiek felépülnek –, igaz, nem sikerült megtalálnia a helyes alapvető részecskéket és a helyes barionmultipletteket. 1964-ben Gell-Mann és George Zweig felvetette, hogy van három ilyen alapvető részecske, amelyeket addig még nem fedeztek fel. Gell-Mann a kvark nevet adta nekik. Az új és szokatlan a feltételezett kvarkok tulajdonságaiban az volt, hogy az addig ismert részecskéktől eltérően barionszámuk és elektromos töltésszámuk nem egész szám volt, hanem az ⅓ egész számszorosa.
A kvarkmodellel akadt azonban egy kísérleti probléma. A többi részecskéktől eltérően kvarkok nyomát nem sikerült részecskedetektorokban megfigyelni, amire ez a modell semmilyen magyarázatot nem ad. Ez a kvarkbezárás problémája.
Volt egy súlyosabb elméleti probléma is. A bariondekuplett sértette a Pauli-elvet. A Δ++ hiperon 3 u kvarkból, a Δ− 3 d kvarkból, az Ω− hiperon pedig 3 s kvarkból áll. Ezek kvarkíz-hullámfüggvénye tehát szimmetrikus az alkotórészek tetszőleges felcserélésével szemben, mivel a kvark ugyanabban az ízálapotban van. Természetesen igaz ez a dekuplett többi tagjának ízhullámfüggvényére is, de ezen a három barionon ez szemléletesen látszik. De ugyanez a helyzet a spin-hullámfüggvényükkel is, hiszen mindhárom kvark spinje (½) azonos irányban áll, így adják ki a hiperon 3/2-es spinjét. A térhullámfüggvényük is teljesen szimmetrikus, mivel a kvarkok relatív pálya-impulzusmomentuma nulla. Azaz ezen hiperonok teljes hullámfüggvénye teljesen szimmetrikus, holott a Pauli-elv szerint teljesen antiszimmetrikusnak kellene lennie, hiszen feles spinű részecskék, azaz fermionok rendszeréről van szó.

### Kiterjesztése háromról hat kvarkra

SU(4):15 dimenziós mezonmultiplett

A modell kiterjeszthető N=3-ról N=4, 5, 6 kvarkra, hogy a d, u és s kvarkok mellett a c, b és t kvarkokat is magában foglalja. Minden egyes új kvark bevétele esetén eggyel nő a megmaradó mennyiségeink száma, amelyet az illető kvarkhoz rendelhetünk. Így a c kvarkhoz a C=+1 báj, a b kvarkhoz a B'=−1 B-szám, a t kvarkhoz a T=+1 T-szám. A hipertöltés
{\displaystyle Y=B+S+C+B'+T}
kiterjesztésével a Gell-Mann–Nisidzsima-összefüggés is érvényben marad.
Az N=4 esetben a multiplettek 3 térdimenzióban ábrázolhatók, amelynek vetülete még jól látszik a szem számára. A legkönnyebb mezonoktett ekkor 15-ös multipletté válik. Az N=5,6 esetek 4 és 5 térdimenziós, 24-es és 35-ös multiplettjeit papíron, képernyőn nem lehet a szem számára könnyen értelmezhető módon ábrázolni.

## Színtöltés és kvarkbezárás
1964-ben Oscar Wallace Greenberg feltette, hogy a kvarkoknak van még egy SU(3)-szimmetriához kapcsolódó töltése, amelyet ma színtöltésnek hívunk. A nevét azon analógia alapján kapta, hogy a hétköznapi értelemben vett színek 3 alapszínből kikeverhetők és ezért hasonlítanak egy SU(3)-transzformáció állapotaihoz. Az analógia azonban csak külsődleges. A színhez kapcsolódó színhullámfüggvényről feltéve, hogy az mindig szingulett, azaz antiszimmetrikus, sikerült megoldani a bariondekuplett Pauli-elvet sértő tulajdonságát, hiszen az eddig teljesen szimmetrikus hullámfüggvényhez hozzáadva az új antiszimmetrikus részt, az új teljes hullámfüggvény immár antiszimmetrikus lett. Az erős kölcsönhatás a szín-SU(3)-szimmetriához kapcsolódik.
Ugyanakkor matematikailag megfogalmazható alakra hozta a kvarkbezárás problémáját is az a tapasztalat, hogy a megfigyelhető részecskék színállapota mindig szingulett.

### Nambu–Han-modell
1965-ben Nambu Joicsiro és Han Mujang egy alternatív kvarkmodellt javasoltak a Gell-Mann–Zweig-modellel szemben. Az ő modelljükben az egyes kvarkok elektromos töltése mindig egész szám volt, de függött a színtöltéstől olyan módon, hogy az egyes ízállapotok töltése különbözött egymástól a színállapot függvényében. Nevezetesen a vörös és zöld u-kvarkok elektromos töltésszáma +1, a kékeké 0, a vörös és zöld d és s kvarkok töltésszáma 0, a kékeké pedig −1 volt. Így az egyes ízek átlagos töltésszáma megegyezett a Gell-Mann–Zweig-modellével. A két modell azonban különbözőnek jósolta a mélyen rugalmatlan elektron–proton szórás teljes hatáskeresztmetszetét, a Gell-Mann–Zweig-modell háromszor kisebbnek, mint a Nambu–Han-modell. A kísérletek még az 1960-as években a Gell-Mann–Zweig-modellt igazolták.